# أنطوان لي غراند
أنطوان لي غراند (بالفرنسية: Antoine Legrand)‏ هو عالم عقيدة وفيلسوف فرنسي، ولد في 1629 في دواي في فرنسا، وتوفي في 7 أغسطس 1699 في لندن في المملكة المتحدة.

## وصلات خارجية
- أنطوان ليجراند على موقع الموسوعة البريطانية (الإنجليزية)